# Odin (Marvel Comics)
Odin és un personatge fictici creat per Stan Lee i Jack Kirby, basat en el déu Odin de la mitologia nòrdica, publicat per Marvel Comics.

## Història
Odin és el fill de Bor i Bestla, i els seus germans eren Vili i Ve. Amb l'ajuda dels seus germans, Odin va vèncer a Surtur en el passat i va aconseguir emportar-se la Flama Eterna del seu regne, sense la qual Surtur no podria encendre la seva gran espasa i provocar el Ragnarok. No obstant això, els seus germans van morir durant la gesta i en morir el poder de tots dos va passar a Odin ser el senyor d'Asgard.
Odin es va convertir en el governant suprem d'Asgard, i va continuar sent-ho per molt temps. Va tenir un fill amb Gaea, Thor, i després es va casar amb Frigga. També va prendre com a fill adoptiu a Loki, sent aquest encara un nadó, després de matar en batalla al seu pare Laufey. Loki va créixer ple d'odi cap als Asgardians i cap al seu "germà" Thor en particular, ambicionant també el tron del regne.
Odin va tenir fortes confrontacions amb Thor degudes a la preferència del seu fill per privilegiar la Terra i els assumptes dels humans per sobre els d'Asgard, aquestes van ser les raons per les quals Odin va bandejar Thor però quan van tornar tot va tornar a la normalitat. Recentment Odin va morir lluitant contra Surtur, després de la seva mort Thor es va convertir en el senyor d'Asgard.
Al volum 3 de la Col·lecció de Thor, Odin torna a la Vida, després de passar anys En l'Altre món combatent al Dimoni Surtur.
Malgrat la seva edat avançada, Odin té súper força i resistència superiors a tots els altres asgardians i a la major part dels personatges de l'univers Marvel. Tècnicament no és immortal, però la seva vida és excessivament llarga, els déus d'Asgard poden viure milions d'anys.
Odin té el poder de controlar vastes quantitats d'energia, capaç de destruir galàxies senceres. Aquest poder és conegut com la "Força Odin" (o "Odinforce"), útil per a una gran quantitat de propòsits. Després de determinats períodes, aquesta força disminueix enormement, i per recuperar-la comença el "Somni d'Odin", un somni durant el qual és completament vulnerable.

## Aparicions en altres mitjans

### Televisió
- Apareix en la sèrie animada Els Venjadors: Els herois més poderosos del planeta.
- Apareix en la primera temporada d'Avengers Assemble, episodi 15, "Planeta Doom" i episodi 20, "El Dia del Pare de Tot"
- Apareix en la primera temporada d'Ultimate Spider-Man, episodi 9, "Viatge d'Estudis"
- També apareix en la segona temporada de Hulk and the Agents of S.M.A.S.H. (2015), episodi 20, "Un Futur Aclaparador 2ª Part: Aplastagard".
- També apareix en la nova sèrie de Guardians of the Galaxy, episodi 13, "L'Armadura Destructora".

### Pel·lícules
- És interpretat per Anthony Hopkins a Thor i la seva seqüela.[11] A Thor el paper d'Odin és rellevant en la pel·lícula, ja que envia a Thor a la Terra. A Thor: Un Món Fosc el seu futur queda en dubte, ja que al final de la pel·lícula es veu a Loki fent-se passar per ell mitjançant il·lusions.[12] També apareix a la seqüela de 2017 Thor: Ragnarok.[13]